# Mikelangelo Loconte
Mikelangelo Loconte, de son vrai nom Mikele Loconte,, né le 5 décembre 1973 à Cerignola (province de Foggia, Pouilles), est un chanteur italien, à la fois auteur, compositeur, musicien, interprète et directeur artistique. Il est notamment connu pour son interprétation de Wolfgang Amadeus Mozart dans Mozart, l'opéra rock.

## Biographie
Mikelangelo Loconte participe dès son plus jeune âge à des émissions de télévision et à des spectacles scéniques. À l’âge de vingt et un ans, il rencontre la chanteuse Rita Pavone qui avec Teddy Reno le proclament vainqueur du Festival des Inconnues pendant une émission sur RAI 2. En 2001 il interprète sa chanson Ad ogni modo au Festival musical de Castrocaro, destiné à promouvoir de nouveaux artistes.
Il fait ses premiers pas en France en tant qu’acteur et participe au projet de comédie musicale Les Nouveaux Nomades de Claude Barzotti. Il enregistre en studio la totalité des chansons à l'aide de l'écriture phonétique car il ne maîtrise pas encore totalement le français. Le projet ne voit finalement pas le jour.

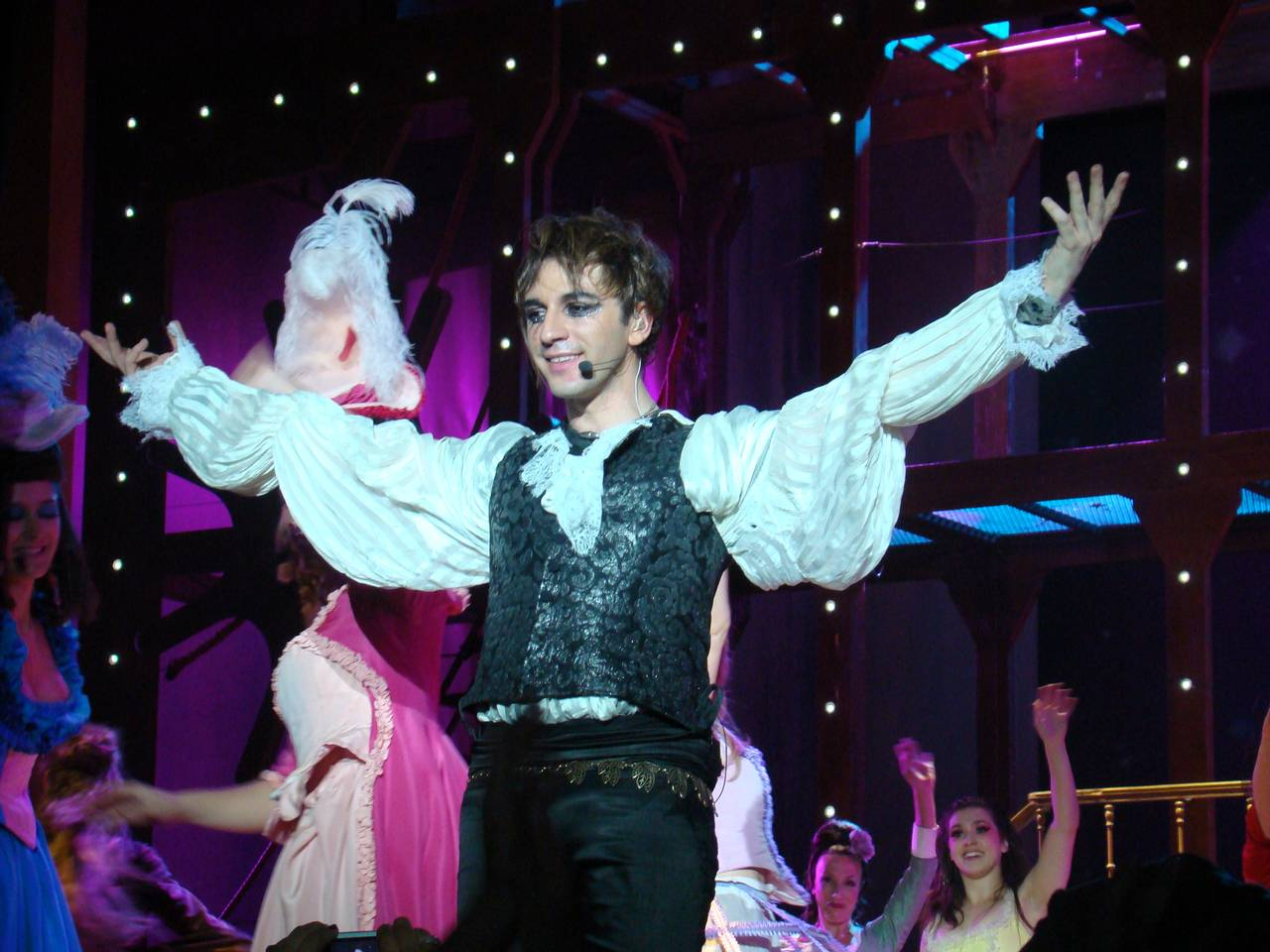
Mikelangelo Loconte sur scène lors d'une représentation de Mozart, l'opéra rock.

Mikelangelo vit durant neuf ans dans la ville belge de Liège et y exerce son métier. Il y est découvert par Alec Mansion. Maîtrisant beaucoup d'instruments (piano, clavier, guitare, batterie et percussions), il devient arrangeur de certaines chansons pour des chanteurs belges. Il se produit dans des spectacles dans différents pays, comme le Brésil.
À partir de 2009 jusqu'au 10 juillet 2011, il interprète le rôle de Wolfgang Amadeus Mozart dans la comédie musicale Mozart, l'opéra rock, produite par Dove Attia et Albert Cohen, dont le succès en France, en Belgique et en Suisse, lui vaut d'accéder à la notoriété auprès du grand public,,. Son premier single, Tatoue-moi, extrait de la comédie musicale, est no 1 des ventes en France en janvier 2009.

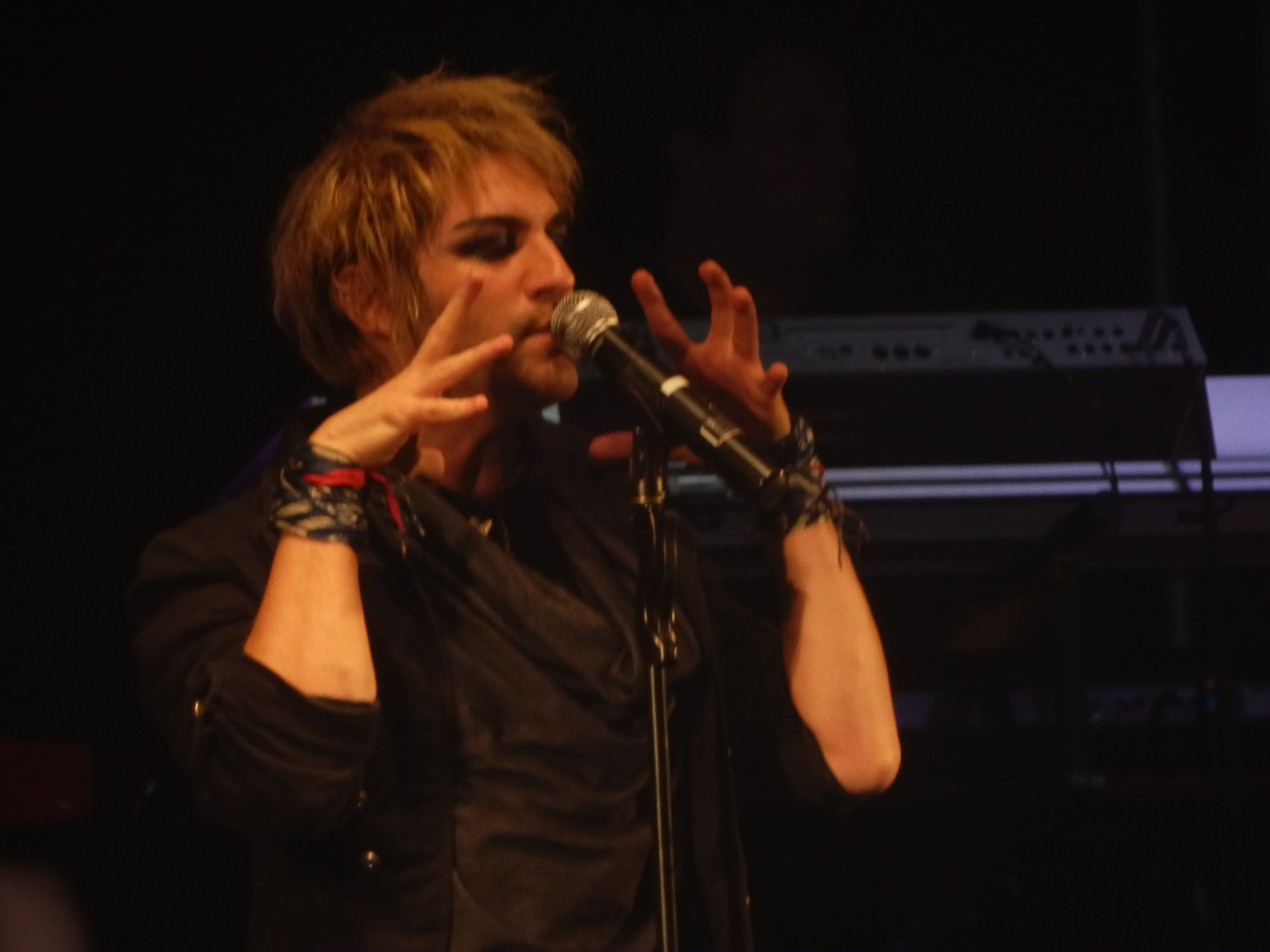
Mikelangelo Loconte au Foot concert 2012 à Lyon.

Avec la troupe de Mozart, l'opéra rock, il gagne trois prix aux NRJ Music Awards. L'album de la production musicale décroche un disque de diamant avec plus de 560 000 albums vendus, ce qui fait de cet opus musical la meilleure vente française de disques entre juillet et décembre 2009.
Mikelangelo Loconte est élu en 2009 Liégeois de l'année dans la catégorie culture.
Il participe régulièrement à des évènements musicaux caritatifs (souvent au profit des enfants) tels que Une Nuit à Makala avec de nombreux artistes, pour l'association Les voix de l'enfant avec le single Je reprends ma route en 2013 et avec le collectif d'artistes Les grandes voix des comédies musicales chantent pour les enfants hospitalisés aux côtés notamment de Renaud Hantson, Pablo Villafranca et Lââm pour le single Un faux départ, mais aussi la Nuit des Hits au profit de l'association Enfant Star et Match qui vient en aide aux enfants malades.
Il est choisi pour faire partie du jury français du concours Eurovision de la chanson 2013 en compagnie d'Armande Altaï.
En 2013, il part à deux reprises (février et octobre) en tournée avec la troupe de Mozart L'Opéra Rock dans les pays de l'Est (Russie, Ukraine) pendant deux semaines. Il participe au projet musical Dolly Bibble, la Bible racontée aux enfants et prête sa voix à Adam le premier homme.
Il participe au spectacle Mozart, l'opéra rock en tournée dès septembre 2014 en France, en Suisse et en Belgique accompagné par un orchestre symphonique originaires de Kiev. À l'origine prévu pour le printemps 2014, il est reporté à la suite des évènements en Ukraine,.
Le 13 juin 2014, il chante L'Assasymphonie au Zénith de Limoges, accompagné des 1 300 élèves choristes venus de Haute-Vienne, Creuse et Corrèze, dans le spectacle Mozart Tragédie Comédie qui regroupait 1 300 collégiens et lycéens choristes, et 5 jeunes solistes limousins, une adaptation du célèbre Mozart, l'opéra rock.
De février à avril 2016, il reprend le rôle de Mozart lors d'une tournée en Corée du Sud. À l'automne 2016, Mikelangelo interprète le rôle de Monsieur Loyal dans le spectacle musical Timéo de Jean-Jacques Thibaud.
Mikelangelo Loconte est ambassadeur de l'Organisation pour la prévention de la cécité (OPC), association française qui lutte depuis 1978 contre la cécité évitable dans les pays francophones en développement.
Il devient M. Loyal dans Timéo, la Circomédie musicale de Jean-Jacques Thibaud, mise en scène par Alex Goude, au Casino de Paris du 16 septembre 2016 au 8 janvier 2017 puis en tournée dans toute la France.
Il participe à la tournée Les comédies musicales - Le grand show en 2023/2024.
Enfin, Mikelangelo Loconte fait son grand retour en février 2025 avec la sortie d'un nouveau single intitulé RDV au pont, fruit d'une collaboration avec Éric Serra en tant que producteur, et Pierre Martin en tant que compositeur et parolier. Il s'agit d'une amorce à un projet d'album personnel qui verra le jour au printemps 2025.

## Vie privée
Il a longtemps été en couple avec la belge Cynthia Baële. Il est à présent en couple avec la chanteuse Noémie Garcia, avec qui il a eu une petite fille, prénommée Stella, en 2023.

## Mozart, l'opéra rock

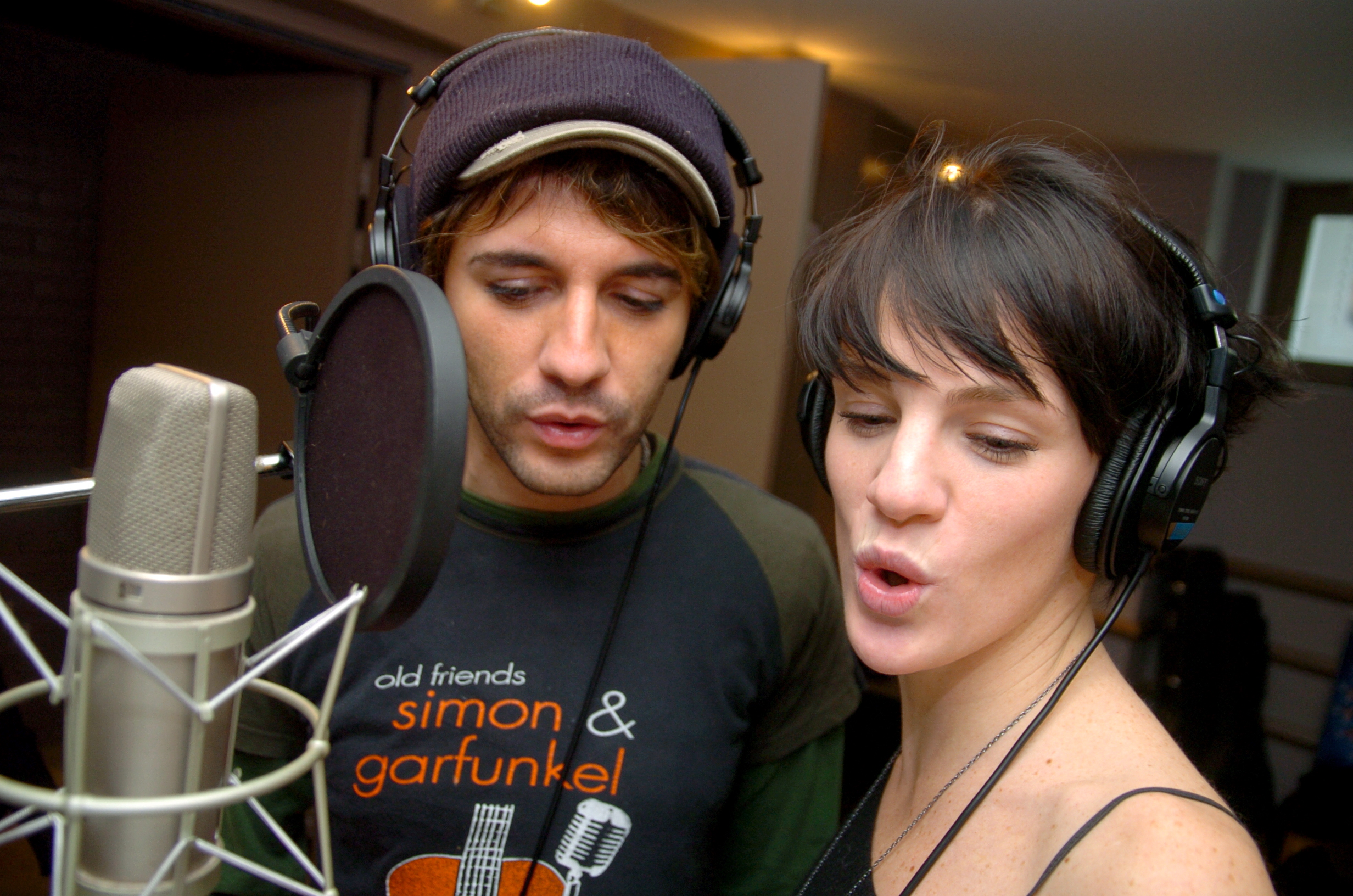
Mikelangelo Loconte et Claire Pérot durant l'enregistrement de l'album de Mozart, l'opéra rock, le 15 janvier 2009 à Paris.

Le chanteur est surtout connu pour son rôle de Wolfgang Amadeus Mozart dans la comédie musicale. Il y interprète :
- Le Trublion
- Tatoue-moi
- Je dors sur des Roses
- Place, je passe
- L'Opérap
- Vivre à en crever avec Florent Mothe
- Je danse avec les dieux
- Le Carnivore
- C'est bientôt la fin

## Participations
- 2011 : Des ricochets de Collectif Paris Africa[21]
- 2014 : Kiss and Love pour le Sidaction[22]
- 2014 : Life is Love avec Natasha St-Pier sur l'album pour enfant Dolly Bibble[23]